# Пешкув (Любінський повіт)
Пешкув (пол. Pieszków, нім. Petschkendorf) — село в Польщі, у гміні Любін Любінського повіту Нижньосілезького воєводства.
Населення — 433 особи (2011).
У 1975-1998 роках село належало до Легницького воєводства.

## Демографія
Демографічна структура станом на 31 березня 2011 року:
|          | Загалом | Допрацездатний вік | Працездатний вік | Постпрацездатний вік |
| -------- | ------- | ------------------ | ---------------- | -------------------- |
| Чоловіки | 219     | 50                 | 158              | 11                   |
| Жінки    | 214     | 58                 | 119              | 37                   |
| Разом    | 433     | 108                | 277              | 48                   |